# Willy Sprangers

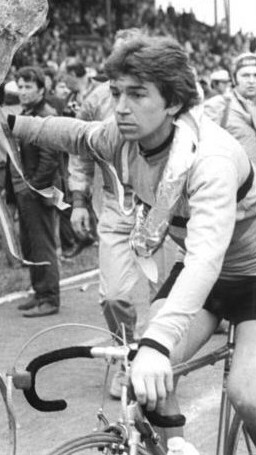
Willy Sprangers

Willy Sprangers (* 5. März 1954 in Merksem, heute zu Antwerpen) ist ein ehemaliger belgischer Radrennfahrer und nationaler Meister im Radsport.

## Sportliche Laufbahn
1975 gewann er bei den nationalen Bahnmeisterschaften in der Mannschaftsverfolgung den Titel. Im Meisterschaftsrennen der Steher wurde er Dritter hinter dem Sieger Hugo van Gastel. 1976 wurde er dann Titelträger, auch die Meisterschaft im Dernyrennen konnte er für sich entscheiden. Den Titel im Steherrennen konnte er 1977 verteidigen, auch in der Mannschaftsverfolgung wurde er wieder Meister.
Sprangers fuhr auch Straßenrennen, er gewann eine Reihe von Kriterien und Rundstreckenrennen. 1977 war er Teilnehmer der Internationalen Friedensfahrt und wurde 31. des Endklassements. Auch im britischen Milk Race war er für Belgien am Start.
1979 wurde er Berufsfahrer im Radsportteam Safir. Er gewann in seiner ersten Saison als Profi den Grand Prix E5. 1982 hatte er mit einem Etappensieg in der Vuelta a España seinen bedeutendsten Erfolg als Profi. Im Endklassement wurde er 58. 1978 war er in dem Etappenrennen ebenfalls als 58. Ins Ziel gekommen. 1981 beendete er den Giro d’Italia auf dem 98. Platz.